# Сороминская
Сороминская — река в России, протекает по Нижневартовскому району Ханты-Мансийского АО. Устье реки находится в 92 км от устья реки Вах по правому берегу. Длина реки составляет 174 км, площадь водосборного бассейна — 2390 км².

## Притоки
(указано расстояние от устья)
- 8 км: река без названия
- 37 км: река Первая
- 58 км: река Кысомъюголь-Ёган
- 71 км: река Гришкина
- 80 км: река Куйёган
- 107 км: река Ай-Пысесъёган
- 112 км: река Лунгъёган
- 117 км: река Корыльпыгайёган
- 132 км: река Тульёган
- 146 км: река Малая Сороминская

## Данные водного реестра
По данным государственного водного реестра России относится к Верхнеобскому бассейновому округу, водохозяйственный участок реки — Вах, речной подбассейн реки — бассейн притоков (Верхней) Оби от Васюгана до Ваха. Речной бассейн реки — (Верхняя) Обь до впадения Иртыша.